# 涅格羅韋
46°12′4″N 29°39′17″E / 46.20111°N 29.65472°E
內赫羅韋（烏克蘭語：Негрове）是位於烏克蘭西南部的村莊，由敖德萨州裡比爾霍羅德-德涅斯特羅夫斯基區的普拉赫蒂伊夫卡市鎮負責管轄。該村始建於1805年，面積0.35平方公里，海拔高度30米，2001年人口266，人口密度每平方公里760人。